# جوجلة
جَوْجَلَة أو غَوْغَلَة (بالإنجليزية: Googlization)‏ هو مصطلح مستحدث مشتق من كلمة جوجل يصف التوسع في تقنيات بحث جوجل في المزيد من الأسواق وتطبيقات الويب والسياقات العملية والتقنية، بما في ذلك المؤسسات التقليدية مثل مشروع مكتبة كتب جوجل). يعتبر الارتفاع السريع لوسائل الإعلام البحثية، ولا سيما شركة جوجل، جزءًا من تاريخ الوسائط الجديد ويلفت الانتباه إلى قضايا الوصول والعلاقات بين المصالح التجارية ووسائل الإعلام.

## تاريخ المصطلح
عام 2003، قدم جون باتيل وأليكس سالكيفير لأول مرة هذا المصطلح "Googlization " ليعني هيمنة شركة جوجل على جميع أشكال التجارة المعلوماتية تقريبًا عبر الويب. كانت جوجل متخصصة في البداية في البحث على الإنترنت المستند إلى النصوص، وقد وسعت خدماتها لتشمل البحث عن الصور والبريد الإلكتروني على شبكة الإنترنت ورسم الخرائط عبر الإنترنت ومشاركة الفيديو وتوصيل الأخبار والمراسلة الفورية والهواتف المحمولة والخدمات التي تستهدف المجتمع الأكاديمي. دخلت جوجل في شراكات مع مصالح إعلامية راسخة مثل ,وارنر تايم إيه أو إل نيوز كوربوريشن و نيويورك تايمز والعديد من الوكالات الإخبارية مثل أسوشيتد برس وكالة فرانس برس واتحاد الاخبار في المملكة المتحدة. لذلك أصبحت جوجل شركة عملاقة ذات شبكات معقدة مع الوسائط التقليدية والجديدة.

## التعريف
مصطلح Googlization أو جوجلة غير مقبول عالميًا كتعريف لهذه الظاهرة. وفقًا لـهاروو هاجبور، يبدو أن مصطلح جوجلة Googlization هو مصطلح بلا منازع، في معظم الأحيان يتم أخذ المصطلح على أنه حقيقة دون إجراء تحقيق نقدي فيه. «قد يكون المصطلح صالحًا في التطور الحالي، ولكن بعد إلقاء نظرة فاحصة على تاريخ محركات البحث، قد لا تتم صياغته بشكل صحيح كما قد يعتقد المرء. أسئلتي الرئيسية هي ما إذا كان مصطلح Googlization صحيحًا من منظور تاريخي؟ إذا كانت محركات بحث مايكروسوفت (إم إس إن ومايكروسوفت بينغ ومايكروسوفت بينغ) مخصصة لـ Googlized؟... أو إذا كان جوجل»Microsoftized"؟ كنت أشك في العثور على دليل على أن كلا محركي البحث (مايكروسوفت وجوجل) كان لهما تأثير على بعضهما البعض. لا توجد طريقة للقول ما إذا كان تطبيق مصطلح Googlization قد تم تنفيذه بالكامل على بحث مايكروسوفت أو أنه كان هناك شكل من أشكال "مايكروسوفتايزيشن Microsoftization" من جانب جوجل. في ضوء ذلك، يبدو أن مصطلح Googlization غير مناسب ويجب إعادة التفكير فيه ".
يعرّف العديد من محترفي المعلومات المصطلح على أنه «رقمنة مكتبة أو تحويل شيء ما إلى أحد منتجات جوجل». ومع ذلك فإن التعريف يتغير باستمرار وبسرعة. يمكن أن تعني Googlization أيضًا «توفر كميات متزايدة من المعلومات التي يمكن الوصول إليها على الإنترنت؛ وتجعل جوجل من السهل والملائم العثور عليها في مكان واحد»، ومع ذلك، فإن Googlization تجعل المعلومات الموجودة بالفعل أكثر سهولة في الوصول إليها، بدلاً من إنشاء معلومات جديدة.

## التطوير للمصطلح
منذ عام 2000 قام علماء الإعلام بتحليل وإدراك تأثير تطبيق مصطلح Googlization على المجتمع البشري الحديث. يجادل غيرت لوفينك ‏ ضد اعتماد المجتمع المتزايد على استرجاع بحث جوجل. يشير ريتشارد أ. روجرز إلى أن مصطلح Googlization تدل على التركيز الإعلامي، وهو نقد هام لأسلوب الاقتصاد السياسي لتولي جوجل خدمة واحدة تلو الأخرى عبر الإنترنت؛ تدعي ليز لوش أيضًا أن تطبيق Googlization على المكتبة الوطنية الفرنسية قد جذب اهتمام عام كبير في المجلات والصحف الكبرى في فرنسا.
يقدم كتاب جوجلة كل شيء Googlization of Everything ، الذي نشره سيفا فيدهياناثان ‏ في مارس 2011 تفسيرًا نقديًا لكيفية تعطيل جوجل للثقافة والتجارة والمجتمع. وبكلمات سيفا فيدهياناثان ‏ الخاصة «سوف يجيب الكتاب على ثلاثة أسئلة رئيسية: كيف يبدو العالم من خلال عدسة جوجل؟ وكيف يؤثر انتشار جوجل في كل مكان على إنتاج المعرفة ونشرها؟ وكيف غيرت الشركة القواعد والممارسات التي تحكم الشركات والمؤسسات والدول الأخرى؟».
يُعرِّف الكاتب مصطلح Googlization بأنه «... منذ ظهور محرك البحث لأول مرة وانتشر من خلال الكلام الشفهي لعشرات السنين، تغلغل جوجل في ثقافتنا... يتم استخدام جوجل كاسم وفعل في كل مكان من محادثات المراهقين إلى نصوص»الجنس والمدينة" ". المؤلف لديه أيضًا مدونة حيث وثق تطور الكتاب وأي تطورات أو أخبار حول مصطلحي Googlization و وجوجل بشكل عام. ان الحجة الأساسية هي أننا قد نوافق على جوجل اليوم، ولكن يمكن للشركة بسهولة شديدة استخدام معلوماتنا ضدنا بطرق مفيدة لأعمالها، وليس المجتمع. كل من الكتاب والمدونة بعنوان «كيف تقوم شركة واحدة بتعطيل الثقافة والتجارة والمجتمع..... ولماذا يجب أن نقلق.»
وتابع المؤلف في كتابه "في البداية، كانت شبكة الويب العالمية مثيرة ومفتوحة لدرجة الفوضى، وهي مستودع شاسع ومخيف من الارتباك غير المفهرس. في هذه الفوضى الإبداعية، جاءت شركة جوجل بمهمتها المبهرة - "تنظيم المعلومات حول العالم وجعلها متاحة عالميًا" - وشعارها الذي يتم الاستشهاد به كثيرًا، "لا تكن شريرًا". درس Siva Vaidhyanathan الطرق التي استخدمنا بها واحتضان جوجل - والمقاومة المتزايدة لتوسعها في جميع أنحاء العالم. لقد كشف الجانب المظلم لأوهامنا في جوجل، ورفع الأعلام الحمراء حول قضايا الملكية الفكرية وكتب جوجل وعمليات البحث عبره، الذي تم الترويج له كثيرًا. قام بتقييم تأثير شركة جوجل العالمي، لا سيما في الصين، وشرح التأثير الخبيث لتطبيق الجوجلة على طريقة تفكيرنا. ويقترح المؤلف إنشاء نظام بيئي للإنترنت مصمم لإفادة العالم بأسره والحفاظ على شركة واحدة رائعة وقوية من الوقوع في "الشر" الذي تعهدت بتجنبه "أي جوجل".

## الانتقاد
واجه مؤسسو شركة شركة جوجل عداءًا لمؤسستهم منذ بدايتها تقريبًا، سواء في شكل نقد صحفي عام أو إجراء قانوني فعلي. تضمنت الدعاوى القضائية المختلفة انتهاك قانون حقوق النشر؛ تعاملها مع الشركات الإعلانية وحجم الإعلانات التي يواجهها مستخدموها. اشتهرت شركة جوجل باستخدامها لنظام خوارزمية بيج رانك، وهي خوارزمية يستخدمها بحث جوجل لتصنيف مواقع الويب في نتائج محرك البحث الخاص بها. بيج رانك هي طريقة لقياس أهمية صفحات الموقع. وفقًا لـلشركة: «يعمل نظام ترتيب الصفحات من خلال حساب عدد وجودة الروابط المؤدية إلى الصفحة لتحديد تقدير تقريبي لمدى أهمية موقع الويب. الافتراض الأساسي هو أنه من المحتمل أن تتلقى مواقع الويب الأكثر أهمية المزيد من الروابط من مواقع الويب الأخرى.»
«على الرغم من التفاني العملي للفضائل التكنولوجية للسرعة والدقة والشمولية والصدق في النتائج التي يتم إنشاؤها بواسطة الكمبيوتر» فقد فرضت جوجل في بعض الأحيان تدخلاً بشريًا وحكمًا «من داخل النظام، بدلاً من الاعتماد على الحكم الجماعي المتغير من المستخدمين». مثال معروف على ذلك حدث في أبريل 2004، عندما تم استبدال أول نتيجة بحث، إدخال ويكيبيديا لكلمة «يهودي»، بالصفحة الرئيسية لموقع معاد للسامية يسمى Jew Watch.[بحاجة لمصدر] تدخل جوجل أيضًا في خوارزمية بيج رانك عندما تنكر الصفحات ذبح 6 مليون يهودي وقعوا خلال الحرب العالمية الثانية كانت نتائج الصفحة الأولى عالية لبحث جوجل «الهولوكوست» أو «اليهودي».
حدث آخر مثير للجدل في ماضي جوجل حدث في أوائل فبراير 2010، عندما حذفت جوجل أرشيفًا قيمته سنوات من ست مدونات موسيقية شهيرة بسبب تلقي العديد من إشعارات قانون الألفية للملكية الرقمية من أصحاب حقوق الطبع والنشر الموسيقية الذين يزعمون أن الموسيقى يتم مشاركتها بشكل غير قانوني. على الرغم من هيمنة جوجل العامة على السوق، إلا أن بعض فروعها ومشاريعها الإضافية كانت أقل نجاحًا. واجه كل من هاتف نكسس ون (المبيعات المباشرة للعميل) ومشروع غوغل باز Google Buzz مشاكل عندما تم تأسيسهما لأول مرة، وهي المشكلات التي استمرت المعاناة منها إلى حين اغلاق المشروع لاحقا مع اغلاق الشبكة الاجتماعية جوجل بلس في 2 ابريل 2019.[بحاجة لمصدر]

## مصطلحات مرادفة
يعد مصطلح Googlization باللغة الإنجليزية أحد المصطلحات الكثيرة التي ظهرت بعد ظهور مصطلح الامركة من أمريكا (حيت تم ترجمتها Americanization من America)، وتنضم إلى العديد من أسماء الشركات والعلامات التجارية التي اجتاحت العالم وثقافته تحت ما يطلق عليه الاستيعاب الثقافي مثل تسميات شركات اخر وعلامات تجارية متعددة مقرها في الولايات المتحدة الأمريكية. ومن تلك الشركات والعلامات التجارية أبل، مايكروسوفت، كوكا كولا، أمازون، فيسبوك، آي بي إم، كوكا كولا،[بحاجة لمصدر] ماكدونالدز، برجر كنج، بيتزا هت، دجاج كنتاكي والبيتزا حيث غالبًا ما يُنظر إليها على أنها رمز للأمركة. حيث ظهر العديد من المصطلحات المشابهة لمصطلح جوجلة (Googlization) باللغة الإنجليزية منها ماكدونالدية (McDonaldization) من ماكدونالز، وفسبكة (facebookation)  من فيسبوك وكوكلة من مشروب كوكاكولا و مايكروسوفتايزيشن [الإنجليزية]  من اسم شركة مايكروسوفت

## الدفاع عن المصطلح
تتمثل مهمة شركة جوجل في «تنظيم المعلومات حول العالم وجعلها مفيدة وفي متناول الجميع». بين مستخدمي الإنترنت العاديين، يُنظر إلى جوجل بشكل إيجابي إلى حد ما كأداة بحث وكشركة بشكل عام. حوالي 82% من الأمريكيين أعربوا عن رأي إيجابي تجاه جوجل بشكل عام، وفقًا لاستطلاع وطني واحد في الولايات المتحدة.
في أواخر مارس 2010 أوقفت شركة جوجل نطاقها المحلي في الصين مع الاستمرار في تقديم نطاقها غير الخاضع للرقابة في هونغ كونغ. عرضت شركة جوجل في البداية نسخة خاضعة للرقابة من محرك البحث الخاص بها في الصين. لقد عكسوا هذا القرار عندما قرروا أنه يتعارض مع مهمتهم ومثلهم العليا. قال سيرجي برين (أحد مؤسسي جوجل)، متحدثًا باسم الشركة، "أحد الأسباب التي تجعلني سعيدًا لأننا نتخذ هذه الخطوة في الصين هو أن الوضع في الصين كان يشجع حقًا البلدان الأخرى على محاولة تنفيذ جدران الحماية الخاصة بها. " في مقابلة أخرى تحدث سيرجي برين: «بالنسبة لنا، كان الأمر دائمًا مناقشة حول أفضل السبل التي يمكننا من خلالها الكفاح من أجل الانفتاح على الإنترنت. ونعتقد أن هذا هو أفضل شيء يمكننا القيام به للحفاظ على مبادئ الانفتاح وحرية المعلومات على شبكة الاتصال العالمية.» عندما تم طرح شركة جوجل للاكتتاب العام في عام 2004، تعهد المؤسسان لاري بيج وسيرجي برين بأن تلتزم الشركة بالعمل الخيري من خلال تخصيص 1% من أرباحها، و 1% من أسهمها، ووقت موظفيها للجهود الخيرية، بما في ذلك جوجل.اورغ Google.org . كتب بيج للمستثمرين أن العمل الخيري لـشركة جوجل يمكن أن «يتفوق على جوجل نفسها يومًا ما من حيث التأثير العالمي العام.»

## دراسات
تم إجراء عدد من الدراسات حول مصطلح جوجلة (Googlization) وتأثيره على المجتمع العالمي والمعرفي.
| # | عنوان الدراسة                                                                                                 | حول الدراسة | المصدر |
| - | --- | ----------- | ------ |
| 1 | (2012). The Googlization of everything:(and why we should worry)                                              |             | [ 29 ] |
| 2 | The googlization of everything and the future of copyright                                                    |             | [ 30 ] |
| 3 | The Googlization of health research: from disruptive innovation to disruptive ethics                          |             | [ 31 ] |
| 4 | Standing Copyright Law on Its Head-The Googlization of Everything and the Many Faces of Property - 2006       |             | [ 32 ] |
| 5 | كتاب بعنوان Googlization of libraries                                                                         |             | [ 33 ] |
| 6 | The Googlization question, and the inculpable engine                                                          |             | [ 34 ] |
| 7 | The Googlization of universities ، Vaidhyanathan, S. (2009). The Googlization of universities. The NEA 2009 . |             | [ 35 ] |

## وثائقيات حول جوجل
تم إصدار عدة وبرامج وثائقية حول شركة جوجل والتي منها:
- جوجل، من خلف الشاشة Google: Behind the Screen [بحاجة لمصدر]
- جوجل مصنع الأفكار Google: The Thinking Factory
- جوجل دماغ العالم Google and the World Brain[بحاجة لمصدر]
- جوجل الخط المخيف The Creepy Line [36]

### من خلف الشاشة
من خلف الشاشة هو وثائقي باللغة الهولدنية من حلقة واحدة مدتها 51 دقيقة من سلسلة البرنامج التلفزيوني الوثائقي باك لايت في ألمانيا حول شركة جوجل. تم بث الحلقة لأول مرة في 7 مايو 2006 بواسطة VPRO على قناة هولندا الثالثة. من إخراج IJsbrand van Veelen، وإنتاج Nicoline Tania، وحرره Doke Romeijn و Frank Wiering.

### مصنع الأفكار

التسلسل الزمني لمنتجات جوجل وخدماتها وعمليات الاستحواذ

مصنع الأفكار هو فيلم وثائقي حول شركة جوجل تم انتاجه عام 2008 مدته 52 دقيقة باللغة الإنجليزية من إنتاج واخراج Gilles Cayatte.

### دماغ العالم
دماغ العالم هو فيلم وثائقي لعام 2013 عن مشروع مكتبة كتب Google من إخراج بن لويس، وإنتاج بي بي سي وبولار ستار فيلمز وآرت. ينصب التركيز الرئيسي في المؤامرة على الجدل المتعلق بحقوق الطبع والنشر الناجم عن المشروع الذي نتج عنه اتفاقية تسوية بحث الكتب من جوجل. ويتضمن مقابلات مع العديد من الشخصيات المعنية، بما في ذلك المستشارة الألمانية أنجيلا ميركل ومؤسس المشاع الإبداعي لورانس ليسيج.

### الخط المخيف
الخط المخيف هو فيلم وثائقي أمريكي لعام 2018 يستكشف تأثير جوجل وفيسبوك على الرأي العام، والسلطة التي تتمتع بها الشركات والتي لا تنظمها أو تتحكم فيها تشريعات الحكومة الوطنية. العنوان مأخوذ من اقتباس من إريك شميدت، الذي ذكر عند وصف استخدام جوجل للمعلومات الشخصية أن الشركة لم تتجاوز الخط الذي قد يعتبره المستخدم العادي غير مقبول.
يتناقض الفيلم مع مفهوم الأخبار المزيفة المرئية، مع الترتيب غير المرئي أو إخفاء المعلومات بواسطة جوجل وفيسبوك، ويعرض مقابلات مع روبرت إبستين وجارون لانير وجوردان بيترسون وبيتر شفايتزر.[بحاجة لمصدر]

## كتب حول جوجل
- القرصنة عبر جوجل Google Hacks ويسمى أيضا
- قصة جوجل صدر عام 2005
- Google Volume One صدر عام 2014
- Googled: The End of the World as We Know It صدر عام 2009
- كيف يعمل غوغل صدر عام 2014
- I'm Feeling Lucky صدر عام 2011
- في مبني غوغل "بليكس" صدر عام 2011
- كتاب ملف غوغل، الصادر عن المجلس الوطني للثقافة والفنون والآداب ضمن سلسلة عالم المعرفة [42] من تأليف:  تورستن فريكه،  أولريش نوفاك وترجمة عدنان عباس علي
- جوجلة المكتبات Googlization of Libraries. يتحدث الكتاب عبر مجموعة من المقالات وبشكل نقدي وحكيم في شركو جوجل ومنتجاتها، مع التركيز على الباحث العلمي وكتب جوجل. كما يفحص فائدتها في سياق الخدمة العامة. هدفها النهائي هو تقييم استخدام جوجل كمصدر معلومات رئيسي. يتعامل موضوعها مع محركات البحث الضخمة على الإنترنت وتأثيرها على المكتبات المرجعية، وتأثير جوجل على البحث عن المعلومات، وأمانة المكتبات.[43]

## الاستحواذ على الشركات
انطلقت شركة جوجل عام 1998 في ولاية كاليفورنيا الأمريكية، وبعد مرور ثلاث سنوات فقط على إنشائها، بدأت جوجل في عمليات الاستحواذ على شركات التكنولوجيا المختلفة. البداية كانت في فبراير (شباط) عام 2001، عندما استحوذت جوجل على شركة ديجا deja، لتصبح خدمة تقدمها جوجل تتعلق بتوفير مجموعات النقاش للناس الذين يتشاركون اهتمامات مشتركة. حيث استحوذت الشركة على 240 حتى نهاية عام 2020، من 22 دولة بالإضافة للولايات المتحدة الأمريكية.
- جوجل كابيتال [45]

- جوجل فينتجرز [46]

## روابط خارجية
- استخدام المعلومات في Googlization: وصول جوجل المؤثر للمعلومات
- De-Googlization: تحدي أمين المكتبات مع احتكار المعلومات